# Transcriere medicală
Transcrierea medicală este o profesie care se ocupă cu transcrierea sau conversia rapoartelor vorbite înregistrate care sunt dictate de medici sau de alte cadre din domeniul medical în format text.
Transcrierea medicală este o formă de creare a documentelor necesare satisfacerii cerințelor furnizorilor de servicii de asigurare. Practica medicinii moderne dictează ca medicii să folosească mai mult timp pentru servirea pacienților decât pentru crearea documentelor necesare pentru asigurarea obiectivelor financiare. Metode moderne de creare a documentelor sunt implementate cu ajutorul calculatoarelor și internetului. Recunoașterea vocală este una din aceste metode. Cu capacitatea de a scrie până la 200 de cuvinte pe minut și cu o acuratețe de 99%, recunoașterea vocală a eliberat medicii de timpul pierdut pentru transcrierea medicală tradițională.
Date importante, actuale și confidențiale sunt convertite din limbaj vorbit în documente scrise de un agent de transcriere (persoană sau tehnică de calcul). Textul scris poate fi apoi tipărit și adăugat în fișa personală a pacientului, arhivat sau reținut ca o înregistrare medicală. Spitalele de multe ori preferă păstrarea înregistrărilor în format electronic. Înregistrarea în format electronic permite accesul la informațiile necesare despre pacient pentru asiguratori și pentru medici, facilitând accesul rapid la date importante cum ar fi lista medicației din trecut și prezent, notificări despre alergii și un istoric medical al pacientului care facilitează o tratare corespunzătoare indiferent de distanțe.